# Skraba ST-3
Skraba ST-3 – polski samolot sportowy w układzie dwupłatu z II połowy lat 20. XX wieku, konstrukcji Bolesława Skraby, zbudowany w Centralnych Warsztatach Lotniczych w Warszawie. Samolot został oblatany w lipcu 1927 roku i wziął udział w I i II Krajowym Konkursie Awionetek. Z powodu słabych osiągów eksploatację maszyny zakończono w 1929 roku. Skraba ST-3 był pierwszym polskim samolotem ze szkieletem konstrukcji duralowej.

## Historia i użycie
W 1926 roku Bolesław Skraba, pracujący w Centralnych Warsztatach Lotniczych (CWL) w Warszawie na stanowisku kierownika montażu, zaprojektował samolot sportowy w układzie dwupłatu konstrukcji metalowej. Niewątpliwy wpływ na wybór konstrukcji metalowej miał układ konstrukcyjny remontowanych w CWL francuskich lekkich samolotów rozpoznawczo-bombowych Breguet 19. Budowę płatowca, nazwanego Skraba ST-3, rozpoczęto w CWL w 1926 roku i zakończono w połowie roku następnego dzięki wsparciu finansowemu udzielonemu przez Ligę Obrony Powietrznej i Przeciwgazowej (LOPP). Napęd samolotu stanowił używany silnik gwiazdowy Anzani o mocy 33 kW (45 KM). W maju 1927 roku szkielet samolotu bez skrzydeł został zaprezentowany na Wystawie Lotniczej w Warszawie, a w lipcu 1927 roku został oblatany przez samego konstruktora na lotnisku mokotowskim. Płatowiec został następnie lekko zmodyfikowany: powiększono statecznik poziomy i zmieniono jego kształt, dodano oszklony wiatrochron przedniej kabiny, golenie podwozia osłonięto owiewkami i wymieniono silnik na Salmson 9AD o mocy 29 kW (40 KM). W 1927 roku samolot otrzymał numer fabryczny 001 i znaki rejestracyjne P-POLH.
Tak przebudowany samolot wziął udział w I Krajowym Konkursie Awionetek, reprezentując Warszawski Wojewódzki Komitet LOPP. W dniach 6–9 października 1927 roku Skraba ST-3 pilotowany przez konstruktora rywalizował z lotniska mokotowskiego z pięcioma innymi maszynami (DKD-III, JD-2, PWS-3B, WR-1 i WK-1 Jutrzenka). 8 października Skraba ST-3 osiągnął pułap 1000 metrów w próbie wznoszenia w ciągu 30 minut, uszkadzając podczas lądowania podwozie. Po przeprowadzonej w nocy naprawie następnego dnia samolot wziął udział w locie okrężnym na trasie Warszawa – Dęblin – Warszawa o długości 190 km, jednak z powodu defektu silnika musiał przymusowo lądować, przez co lot trwał aż 4 godziny i 20 minut (średnia prędkość wyniosła 43,9 km/h; najszybszy na trasie PWS-3 osiągnął czas 1 godziny 32 minut i 55 sekund). Był to najgorszy czas spośród konkurentów; samolot zanotował też podczas tego lotu najwyższe zużycie paliwa (14,2 kg/100 km). Do prób rozbiegu, dobiegu oraz czasu demontażu i montażu Bolesław Skraba już nie podszedł. Ostatecznie Skraba ST-3 zajął w zawodach 5. miejsce, uzyskując wynik 151 punktów i tracąc 308 punktów do zwycięzcy – samolotu JD-2.
Na początku 1928 roku maszyna została przez konstruktora poważnie zmodyfikowana: usunięty został umieszczony w dolnej części kadłuba duży zbiornik paliwa, zmieniony został obrys kadłuba z pękatego na smukły, powiększono rozpiętość skrzydeł, powierzchnię nośną i długość samolotu, usunięto też oszklony wiatrochron oraz owiewki słupków międzyskrzydłowych oraz goleni podwozia. Tak przebudowany samolot został 12 maja 1928 roku zaprezentowany Warszawskiemu Wojewódzkiemu Komitetowi LOPP.
Maszyna została następnie zgłoszona do udziału w II Krajowym Konkursie Awionetek. W przeprowadzonych w dniach od 29 października do 1 listopada 1928 roku w Warszawie zawodach wzięło udział 14 samolotów ze zgłoszonych 16. Konkurs zakończył się zwycięstwem samolotów konstrukcji braci Stanisława i Mieczysława Działowskich (DKD-IV zajął pierwsze miejsce, DKD-III był trzeci, zaś DKD-IV bis piąty), a Skraba ST-3 (z numerem startowym 13) pilotowany przez pilota o nazwisku Łopaczyński w klasyfikacji końcowej wywalczył 10. lokatę z wynikiem 220,6 punktu. ST-3 w sześciokrotnym przelocie na trasie Warszawa – Piaseczno osiągnął czas 1 godziny 43 minut i 59 sekund (średnia prędkość 104 km/h), co było ósmym czasem; osiągnął siódmy wynik w próbie najkrótszego startu (po rozbiegu wynoszącym 90 metrów), był pierwszy (ex aequo z WZ-XI Kogutek) w próbie najkrótszej drogi lądowania (z dobiegiem 70 metrów), zajął przedostatnią lokatę w prędkości wznoszenia w ciągu 30 minut (osiągając pułap 950 metrów), nie biorąc udziału w próbie demontażu i montażu. Za zwycięstwo w konkurencji najkrótszej drogi lądowania pilot otrzymał nagrodę Ministra Komunikacji w wysokości 750 zł.
Bolesław Skraba miał zamiar wykonać na ST-3 rekordowy lot długodystansowy, jednak nie doszło to do skutku. Na początku 1929 roku zaprzestano na nim lotów i został później skasowany.
Skraba ST-3 był pierwszym polskim samolotem ze szkieletem wykonanym z duralu. Mimo nowatorskiej konstrukcji miał słabe osiągi i nie najlepsze właściwości pilotażowe, m.in. z powodu dużej masy własnej.

## Opis konstrukcji i dane techniczne

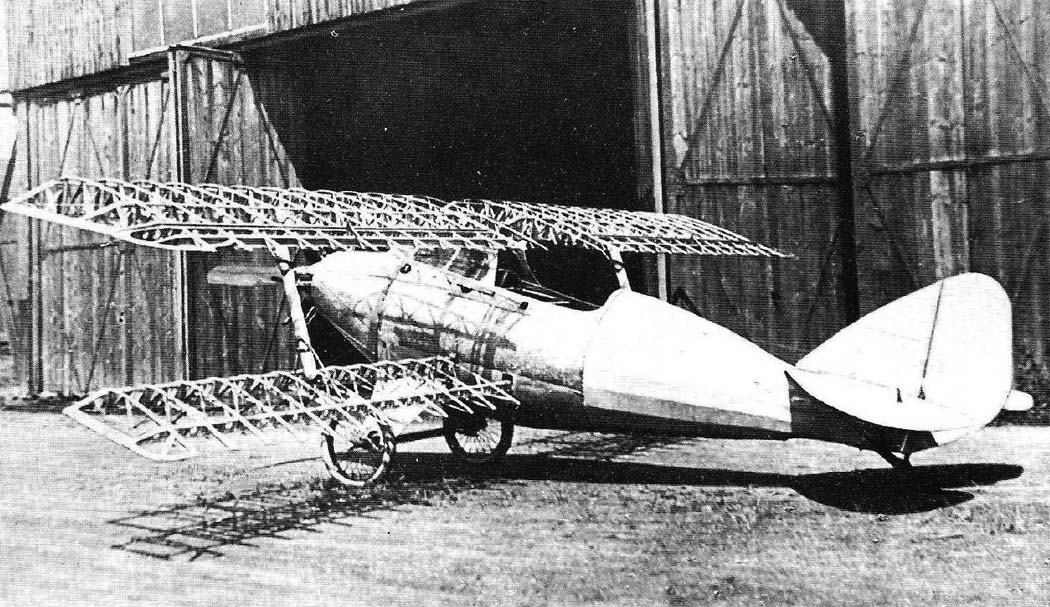
Skraba ST-3 podczas budowy

Skraba ST-3 był jednosilnikowym, dwumiejscowym samolotem sportowym o konstrukcji metalowej, w układzie dwupłatu. Kadłub o przekroju eliptycznym tworzyła kratownica z rur duralowych i spawanych złączy stalowych, wykrzyżowana linkami stalowymi, na której umieszczono wręgi podłużnice z kątowników duralowych, kryta płótnem, z wyjątkiem przodu kadłuba pokrytego blachą. Kabina załogi dwumiejscowa, z miejscami w rzędzie, ze wspólnym wycięciem, początkowo osłonięta z przodu oszklonym wiatrochronem.
Płaty o obrysie prostokątnym, dwudźwigarowe, dwudzielne, z kratowymi żebrami konstrukcji duralowej, kryte płótnem (z wyjątkiem krawędzi natarcia pokrytych blachą duralową do pierwszego dźwigara), połączone słupkami w kształcie litery „I” i wykrzyżowane linkami stalowymi. Profil skrzydła IAW-15. Rozpiętość skrzydeł wynosiła początkowo 7,5 metra, powiększona później do 8,3 metra. Powierzchnia nośna wynosiła początkowo 16,5 m², a po powiększeniu rozpiętości 18,3 m². Płat dolny, o mniejszej rozpiętości i cięciwie, przesunięty do tyłu w stosunku do górnego. Cięciwa górnego płata wynosiła 1,5 metra, a dolnego 0,9 metra. Spawane z rur stalowych lotki umieszczone były tylko na górnym płacie. Obciążenie powierzchni wynosiło początkowo 30 kg/m², a później 23 kg/m².
Długość samolotu wynosiła początkowo 5,3 metra, powiększona w wyniku przebudowy do 5,7 metra, a wysokość 2,3 metra (później 2,35 metra). Masa własna płatowca wynosiła początkowo 325 kg, a później 323 kg. Masa użyteczna wynosiła najpierw 168 kg, a następnie 97 kg, zaś masa całkowita (startowa) odpowiednio 493 i 420 kg (maksymalna 550 kg). Usterzenie klasyczne, spawane z rur stalowych, kryte płótnem; statecznik pionowy usztywniony drutem, a poziomy wsparty zastrzałami. Podwozie stałe, dwukołowe, osiowe, wykonane z rur stalowych, osłonięte blachą aluminiową, amortyzowane gumą; z tyłu znajdowała się płoza ogonowa, amortyzowana sznurem gumowym. Rozstaw kół wynosił 1,4 metra.
W pierwszej wersji samolotu napęd stanowił chłodzony powietrzem 6-cylindrowy silnik gwiazdowy Anzani o mocy 33 kW (45 KM), napędzający stałe, drewniane, dwułopatowe śmigło ciągnące. Później zamontowano chłodzony powietrzem 9-cylindrowy silnik gwiazdowy Salmson 9AD o mocy 29 kW (40 KM) przy 2000 obr./min i masie 75 kg. Obciążenie mocy wynosiło 11 kg/KM z silnikiem Anzani i 10,5 kg/KM z silnikiem Salmson. Zbiornik paliwa zabudowany był w kadłubie, początkowo na spodzie, a później na przodzie za silnikiem.
Prędkość maksymalna wynosiła 130 km/h z silnikiem Anzani i 120 km/h z silnikiem Salmson, prędkość przelotowa odpowiednio 110 i 104 km/h, zaś prędkość minimalna odpowiednio 68 i 66 km/h. Przelotowe zużycie paliwa z silnikiem Anzani wynosiło 19 litrów/h, a z silnikiem Salmson 12 litrów/h. Maszyna osiągała pułap 1000 metrów z prędkością wznoszenia wynoszącą 1 m/s. Zasięg z silnikiem Anzani wynosił 150 km, zaś z silnikiem Salmson 100 km. Samolot charakteryzował się rozbiegiem wynoszącym 110 metrów i dobiegiem 90 metrów (z silnikiem Anzani; po zamontowaniu silnika Salmson wartości te wynosiły odpowiednio 90 i 70 metrów).

### Malowanie
Skraba ST-3 pomalowany był w całości w kolorze srebrnym, z napisem „Skraba” na stateczniku.